# Horst Caspar

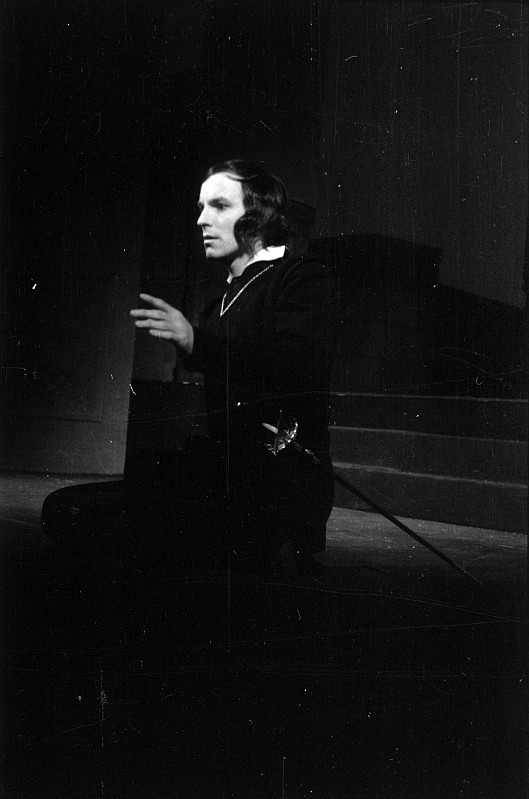
Horst Caspar als Hamlet am Deutschen Theater (1945)

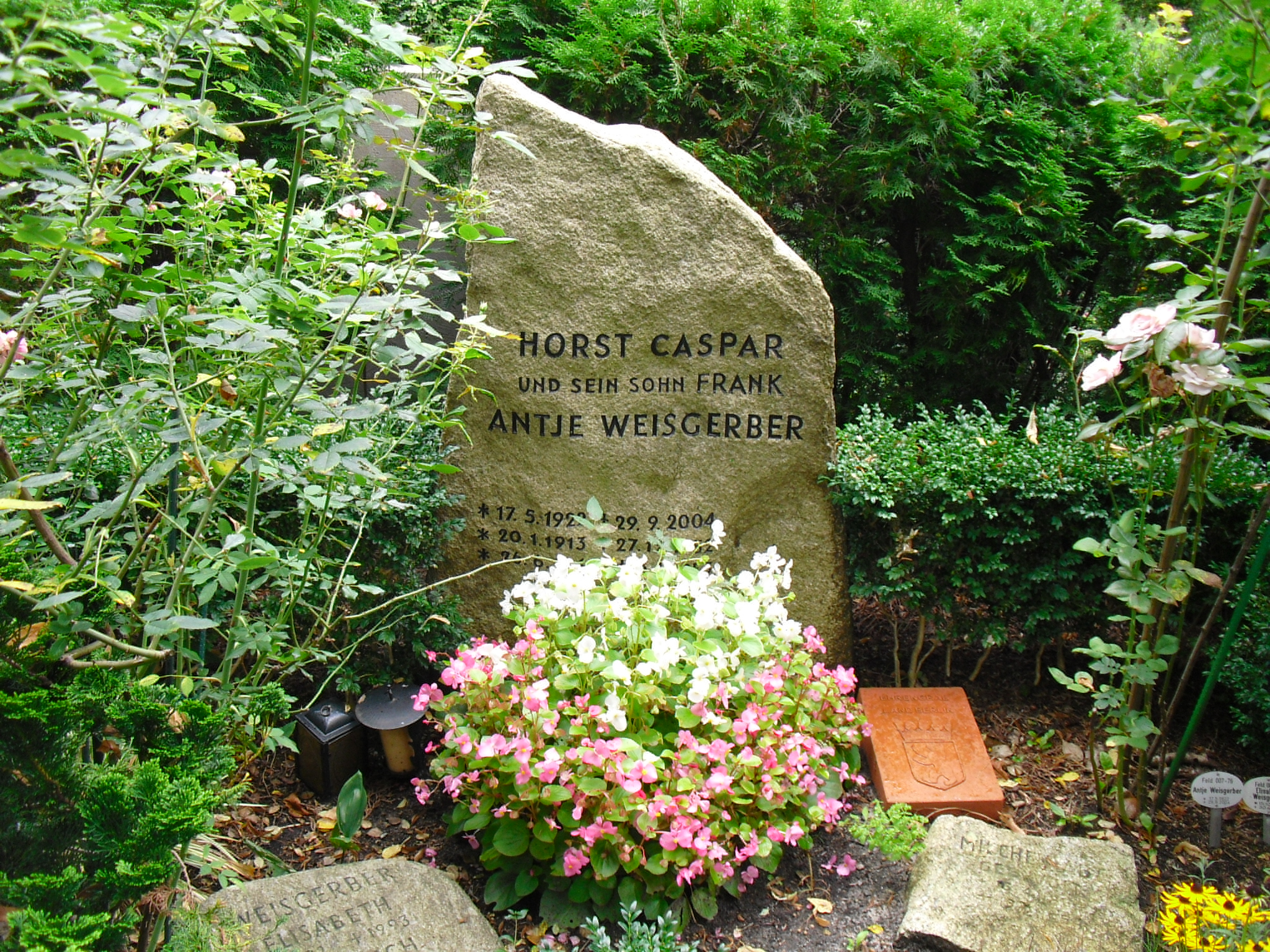
Ehrengrab des Schauspieler-Ehepaars Horst Caspar und Antje Weisgerber auf dem Friedhof Dahlem in Berlin-Dahlem

Horst Joachim Arthur Caspar (* 20. Januar 1913 in Radegast, Anhalt; † 27. Dezember 1952 in Berlin) war ein deutscher Bühnen- und Filmschauspieler.

## Leben
Der Sohn eines ehemaligen Offiziers studierte Schauspiel in Berlin bei Lucie Höflich und Ilka Grüning. Er trat zum 1. August 1932 der NSDAP bei und im Dezember desselben Jahres wieder aus (Mitgliedsnummer 1.256.751). Nach einem Engagement am Bochumer Stadttheater (seit 1933) wechselte Horst Caspar 1938 an die Münchner Kammerspiele und 1940 ans Berliner Schillertheater, wo er bis zur kriegsbedingten Schließung der Bühne im Jahre 1944 blieb. Sein Rollenfach am Theater waren die klassischen jugendlichen Helden. Als „Mischling zweiten Grades“, was er erst Frühjahr 1934 erfahren haben will, erhielt er unter dem Nationalsozialismus zum Arbeiten eine Sondererlaubnis.
Von 1940 an stand Horst Caspar als Hauptdarsteller einige Male auch vor der Kamera, unter anderem in dem Durchhaltefilm Kolberg, in dem er den Kommandanten Gneisenau verkörpert, der die Stadt gegen den Ansturm der napoleonischen Truppen verteidigt.
Nach dem Ende des Zweiten Weltkrieges war Horst Caspar am Düsseldorfer Schauspielhaus engagiert. In der legendären WDR-Rundfunkproduktion (1949/1952) des Faust in der Regie von Wilhelm Semmelroth übernahm Horst Caspar in beiden Teilen die Titelrolle.
Mit nur 39 Jahren starb der Charakterdarsteller, der seit 1944 mit der Schauspielerin Antje Weisgerber verheiratet war, in Berlin-Dahlem an einem Blutsturz.
Im Münchner Stadtbezirk Ramersdorf-Perlach sowie im Berliner Ortsteil Gropiusstadt wurden Straßen nach ihm benannt.

## Filmografie
- 1940: Friedrich Schiller – Triumph eines Genies
- 1943/45: Kolberg
- 1949: Begegnung mit Werther
- 1950: Epilog – Das Geheimnis der Orplid

Manche Filmografien geben fälschlicherweise eine Verfilmung von Schillers Stück Die Räuber aus dem Jahre 1940 an. Gemeint ist damit aber der Film Friedrich Schiller - Triumph eines Genies, in dem die Entstehung des Stückes und seine Uraufführung eine wesentliche Rolle spielen.

## Hörspiele
- 1947: Hans Sattler: Der Weg aus dem Dunkel – Regie: Alfred Braun (Berliner Rundfunk)
- 1949: Hans Egon Gerlach: Goethe erzählt sein Leben (in 7 von 35 Teilen) – Titelrolle und Regie: Mathias Wieman (Nordwestdeutscher Rundfunk)
- 1949: Faust II (nach Johann Wolfgang von Goethe) – Regie: Ludwig Berger
- 1949: Der arme Heinrich (nach Gerhart Hauptmann) – Regie: Wilhelm Semmelroth
- 1950: Der Parasit (nach Friedrich Schiller) – Regie: Boleslaw Barlog
- 1951: Der Prozeß (nach Franz Kafka) – Regie: Willi Schmidt
- 1951: Affäre Dreyfus – Regie: Curt Goetz-Pflug
- 1951: Hanneles Himmelfahrt (nach Gerhart Hauptmann) – Regie: Heinz-Günter Stamm
- 1952: Das Genie von Vinci – Regie: Hans Lietzau
- 1952: Faust (nach Johann Wolfgang von Goethe) – Regie: Wilhelm Semmelroth